# Кутузовский (Самарская область)
Куту́зовский — поселок в Сергиевском районе Самарской области. Административный центр сельского поселения Кутузовский.

## История
В 1973 году указом Президиума Верховного Совета РСФСР посёлку центральной усадьбы совхоза «Кутузовский» присвоено наименование Кутузовский.

## Население
| 2008 | 2010 |
| ---- | ---- |
| 880  | ↗910 |

## Улицы
| - ул. Мира, - ул. Новая, - ул. Подлесная, - ул. Полевая, | - ул. Садовая, - ул. Специалистов, - ул. Центральная, - ул. Школьная. |